# 경인방송 정오종합뉴스
《경인방송 정오종합뉴스》는 경인방송에서 매일 낮 12시에 방송되는 경인방송의 낮 종합뉴스 프로그램이다.

## 앵커
- 경인방송 아나운서

## 동시 시간대 뉴스 프로그램
- KBS 제1라디오 정오종합뉴스 (KBS 제1라디오)
- MBC 정오종합뉴스 (MBC 표준FM)
- cpbc 정오종합뉴스 (평일) (cpbc 가톨릭평화방송)
- BBS 정오종합뉴스 (평일) (BBS FM)
- TBS 정오뉴스 (TBS 교통방송)
- TBN 정오뉴스 (평일) (TBN 한국교통방송)
- KFN 라디오 뉴스 (평일) (KFN 라디오)